# Landkreis Krasnystaw
Powiat Krasnystaw (niem. Landkreis Krasnystaw, Kreishauptmannschaft Krasnystaw, pol. powiat krasnostawski) – jednostka podziału administracyjnego Generalnego Gubernatorstwa w latach 1939–1944, wchodząca w skład dystryktu lubelskiego. Siedziba powiatu znajdowała się w Krasnymstawie.
Po wybuchu II wojny światowej i agresji ZSRR na Polskę obszar II Rzeczypospolitej przedzieliła Linia Mołotowa. Na części terenów II RP okupowanych wojskowo przez III Rzeszę (a więc tej, która nie została anektowana bezpośrednio przez Niemców), na podstawie dekretu Adolfa Hitlera z 12 października 1939 (z mocą obowiązującą od 26 października 1939), utworzono jednostkę administracyjno-terytorialną o nazwie Generalne Gubernatorstwo. Generalne Gubernatorstwo podzielone na cztery dystrykty, a te z kolei były podzielone na powiaty, gminy zbiorowe i wsie (właściwie dawne polskie gromady).
Jednym z powiatów dystryktu lubelskiego był Landkreis Krasnystaw. Objął on tylko obszary należące przed wojną do powiatu krasnostawskiego w województwie lubelskim: miasto Krasnystaw i oraz 14 gmin wiejskich: Czajki, Fajsławice, Gorzków, Izbica, Krasnystaw, Łopiennik, Rudnik, Rybczewice, Siennica Różana, Tarnogóra, Turobin, Wysokie, Zakrzew i Żółkiewka, podzielonych na 202 wsie (gromady). Był to najmniejszy powiat dystryktu lubelskiego, zarówno pod względem powierzchni jak i ludności.
Landkreis Krasnystaw funkcjonował do 25 lipca 1944. 22 sierpnia 1944 przywrócono powiat krasnostawski o przedwojennych granicach w nowym województwie lubelskim.

## Miejscowości
Lista największych miejscowości w Landkreis Krasnystaw w 1943 roku:
| Miejscowość     | Status | Liczba mieszkańców 1.III.1943 | Gmina           |
| --------------- | ------ | ----------------------------- | --------------- |
| Krasnystaw      | miasto | 10149                         | Krasnystaw      |
| Tarnogóra       | wieś   | 1936                          | Tarnogóra       |
| Pilaszkowice    | wieś   | 1907                          | Rybczewice      |
| Oleśniki        | wieś   | 1666                          | Fajsławice      |
| Gardzienice     | wieś   | 1529                          | Rybczewice      |
| Suchodoły       | wieś   | 1494                          | Fajsławice      |
| Rybczewice      | wieś   | 1362                          | Rybczewice      |
| Płonka          | wieś   | 1334                          | Rudnik          |
| Giełczew        | wieś   | 1303                          | Wysokie         |
| Bończa          | wieś   | 1300                          | Czajki          |
| Turobin         | wieś   | 1297                          | Turobin         |
| Wysokie         | wieś   | 1261                          | Wysokie         |
| Wola Idzikowska | wieś   | 1242                          | Fajsławice      |
| Gródki          | wieś   | 1184                          | Turobin         |
| Siennica Różana | wieś   | 1161                          | Siennica Różana |
| Bzowiec         | wieś   | 1156                          | Rudnik          |
| Stryjno         | wieś   | 1131                          | Rybczewice      |
| Żabno           | wieś   | 1080                          | Turobin         |
| Dragany         | wieś   | 1076                          | Wysokie         |
| Średniawieś     | wieś   | 1076                          | Żółkiewka       |
| Izbica-Wieś     | wieś   | 1062                          | Tarnogóra       |
| Siedliska I     | wieś   | 1038                          | Fajsławice      |
| Częstoborowice  | wieś   | 1025                          | Rybczewice      |
| Surhów          | wieś   | 1017                          | Czajki          |